# Relationer mellan Grekland och Sverige
De bilaterala relationerna mellan Grekland och Sverige i olika intressefrågor går tillbaka till 1000-talet. Båda länderna upprättade diplomatiska förbindelser 1852.
Sverige har en ambassad i Aten samt åtta konsulat, i Thessaloniki, Rhodos,  Korfu, Heraklion och Chania.
Grekland har ambassad i Stockholm och två generalkonsulat i Sverige, på orterna Malmö och Göteborg.
Båda länderna är medlemmar av Organisationen för ekonomiskt samarbete och utveckling, Organisationen för säkerhet och samarbete i Europa samt Europeiska unionen.
Grekland stöder till fullo Sveriges Nato-medlemskap.

## Lista över bilaterala avtal[1]
- Avtal om handel och sjöfart (1852)
- Avtal om promemorior har skrivs sedan 1929
- Undvikande av dubbel beskattning av inkomst eller kapital (1961)
- Socialförsäkringar (1984)
- Försvarssamarbete (1999)

## Bilaterala besök[4]
- 27 juni 2006:  Greklands premiärminister Kostas Karamanlis till Stockholm
- 24 oktober 2007: Sveriges utrikesminister Carl Bildt till Aten
- 20–22 maj 2008: Greklands president Károlos Papoúlias på statsbesök